# Let it be me
Let it be me es una película estadounidense dirigida por Eleanor Bergstein.

## Ficha Artística
- Campbell Scott - Gabriel
- Jennifer Beals - Emily
- Yancy Butler - Corinne
- James Goodwin - Bud (como Jamie Goodwin)
- Patrick Stewart - John
- Leslie Caron - Marguerite
- Michael Raymond Baker - Amigo de Gabe
- Chris Bowen - Sam
- Erika Burke - Meg
- Cathy D'Arcy - Profesora de baile
- John Louis Fischer - Amigo de Gabe
- Gary Frith - Amigo de Gabe
- Melissa Gallo - Esposa de Jordan
- Michael Genet - Panhandler
- Heather Graham - Vendedora de perfumería

## Curiosidades
- En Reino Unido la película fue retitulada como "Love Dance".

- Datos: Q1821012